# Dawid III Kuropalates
Dawid III Kuropalates (gruz.: დავით III კურაპალატი) – gruziński król (mepe) Tao-Klardżeti w latach 966–1000/1001 i święty Gruzińskiego Kościoła Prawosławnego. Pochodził z rodu Bagratydów.